# Zoja Dierażynska
Zoja Iwanowna Dierażynska z d. Fiłatowa (ros. Зоя Ивановна Деражинская z d. Филатова, ur. 29 maja 1953) – radziecka florecistka, srebrna medalistka mistrzostw świata.
W latach 1972–1973 zdobywała indywidualne mistrzostwo świata juniorek we florecie. 
Podczas mistrzostw świata w Göteborgu w 1973 roku reprezentacja ZSRR w składzie: Zoja Dierażynska, Olga Kniaziewa, Walentina Nikonowa, Walentina Buroczkina i Jelena Nowikowa-Biełowa zdobyła srebrny medal we florecie drużynowym. Był to jedyny medal Dierażynskiej wywalczony w zawodach tego cyklu.
Nigdy nie wzięła udziału w igrzyskach olimpijskich.